# 엘레나 레나가

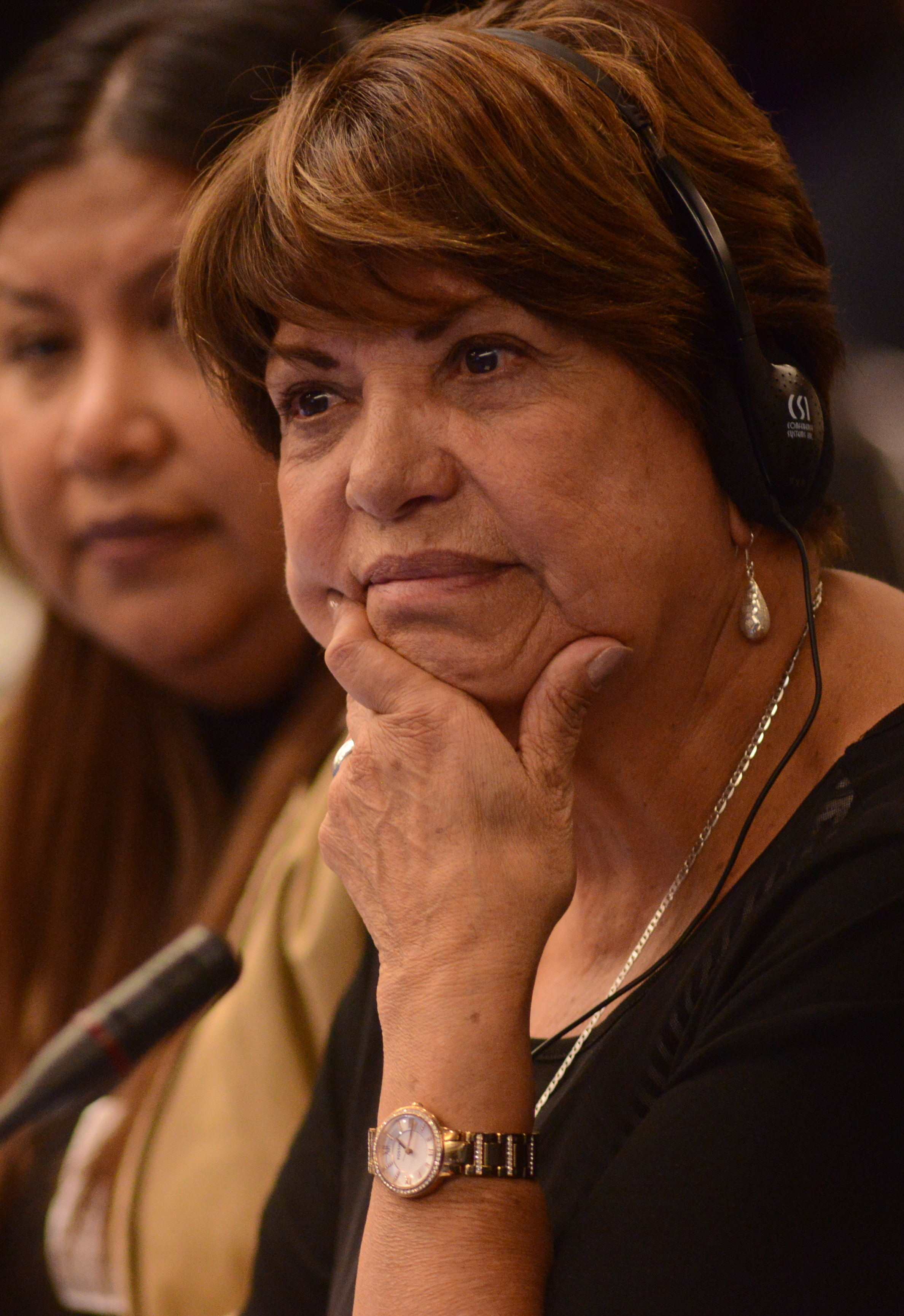

엘레나 에바 레나가(Elena Eva Reynaga, 1953년 7월 28일~)는 아르헨티나 여성 정치가 겸 외교관이다. 1994년 이후 정치인으로 활동하였다.